# Sphaeradenia asplundii
Sphaeradenia asplundii är en enhjärtbladig växtart som först beskrevs av Gunnar Wilhelm Harling, och fick sitt nu gällande namn av Gunnar Wilhelm Harling. Sphaeradenia asplundii ingår i släktet Sphaeradenia och familjen Cyclanthaceae.
Artens utbredningsområde är Ecuador. Inga underarter finns listade.